# Sylwia Chutnik
Sylwia Chutnik (født 1979 i Warszawa) er en polsk forfatter og feminist. Hun er uddannet i kønsstudier på Warszawa Universitet.
Hendes debutroman Kieszonkowy atlas kobiet ("Pocket Atlas of Women") udkom i 2008. Hendes anden roman Dzidzia ("Diddums") udkom i 2010. Hun udfører desuden socialt arbejde, er byguide i Warszawa og har udgivet en guidebog om Warszawa, der hedder Warszawa kobiet ("Women's Warsaw"), der skildrer de mindre kendte dele af byen, hvor byens berømte kvinder har boet.
I sine værker fokuserer hun på feminisme, kønsroller, polsk kultur og historie.
Chutnik har været vært for et tv-program om litteratur, "Cappuccino z książką".
Chutnik nyder anerkendelse i Polen for sine litterære præstationer såvel som for sit sociale arbejde.

## Bøger udgivet på dansk
- Slagssøstre, roman, 2019